# Шапошников, Пётр Данилович
Пётр Дани́лович Ша́пошников (29 июня 1820, Павловск, Воронежская губерния — 10 августа 1871, Воронеж) — русский краевед.

## Биография
Родился 29 июня 1820 в Павловске Воронежской губернии. Получил домашнее образование. Занимался торговлей хлебом. С 1860-х годов жил в Воронеже и занимался книготорговлей. Автор нескольких краеведческих статей, посвящённых истории судоходства по рекам Дон и Воронеж и опубликованных в «Памятных книжках Воронежской губернии» и «Воронежской беседе». В 1865 году составил подробную карту реки Воронеж от города Липецка до устья и преподнёс её в дар Воронежскому губернскому статистическому комитету. Скончался в Воронеже 10 августа 1871 года.